# Santa Knows
Santa Knows is de veertiende aflevering van het achtste seizoen van het tienerdrama Beverly Hills, 90210, die voor het eerst werd uitgezonden op 17 december 1997.

## Plot
Emma en Kelly kunnen het prima vinden met elkaar en dit irriteert Brandon. Vooral omdat Emma toespelingen maakt op het feit dat mannen altijd vreemdgaan. Brandon begint zich steeds meer schuldig te voelen dat hij en Emma gekust hebben en vraagt Emma niet in hun leven te dringen. Emma gaat een column schrijven over een fictieve vriendin die een relatie krijgt met een man die een relatie heeft, Brandon snapt dat ze over haar eigen ervaring schrijft. Kelly gelooft haar column en snapt niet dat het mannelijke personage dit kan doen als hij een vriendin heeft en hierdoor voelt Brandon zich nog schuldiger. Brandon moet langs Emma rijden om een diskette af te geven voor werk, hij laat zich overhalen om bij haar binnen te komen en dan verleidt zij hem in bed waar ze seks hebben. Nu voelt hij zich helemaal schuldig ten opzichte van Kelly en weet niet hoe hij dit verder aan moet pakken. Emma verrast hem met een kerstcadeau en voordat Brandon het uit kan pakken ziet Kelly het cadeau en denkt dat het voor haar is en pakt het uit. Het is een duur herenhorloge en Brandon denkt nu dat hij betrapt is maar Kelly is er zeer blij mee en wilde al een herenhorloge aanschaffen omdat dit nu in de mode is. Ondertussen zit Kelly nog steeds met de situatie van de dokter en zichzelf in de maag. Ze twijfelt of ze het aan moet geven bij het bestuur en als ze op het punt staat dit te doen vragen zij of Kelly een dankwoord kan uitspreken op een receptie ter ere van de dokter. Ze slikt haar beschuldigingen in en houdt een toespraak en dat wordt goed ontvangen. De dokter wil haar onder vier ogen bedanken en als ze in een lege kamer zijn wil hij haar ineens kussen, boos loopt Kelly weg van de receptie. Nu wil ze wel aangifte doen bij het bestuur van ongewenste intimiteiten. Daar hoort ze dat dit moeilijk zal zijn omdat het haar woord tegen de zijn zal zijn terwijl hij hoog staat aangeschreven.
David heeft het zwaar met de neprelatie die hij heeft met Valerie, zij vertelt hem dat het werkt en dat Noah en Donna jaloers worden. Op het werk bij de autowasstraat trekt hij steeds meer op met Ben die het moeilijk heeft met het feit dat hij homo is en dit niet geaccepteerd wordt door zijn ouders. David wil proberen de ouders over te halen om Ben weer binnen te laten in hun leven. Dit wil niet echt lukken en ze weigeren nog steeds Ben te accepteren zoals hij is. Ben ziet het niet meer zitten en wil zelfmoord plegen, hij wordt net op tijd tegengehouden door David die hem meeneemt naar zijn huis om hem te helpen. Op kerstavond komen de ouders Ben opzoeken om hem mee te nemen naar huis. Ben is helemaal verbaasd en blij en gaat met hen mee.
Carly en Steve worstelen met feit dat Zach niet meer wil geloven in de Kerstman. Ze vinden dit jammer omdat dit de sfeer van kerstmis beïnvloed. Op kerstavond zitten ze bij elkaar. Dan ziet Zach de Kerstman door de tuin lopen, waarop hij denkt dat dit toch de echte Kerstman is.

## Rolverdeling
- Jason Priestley - Brandon Walsh
- Jennie Garth - Kelly Taylor
- Ian Ziering - Steve Sanders
- Brian Austin Green - David Silver
- Tori Spelling - Donna Martin
- Tiffani Thiessen - Valerie Malone
- Joe E. Tata - Nat Bussichio
- Hilary Swank - Carly Reynolds
- Vincent Young - Noah Hunter
- Myles Jeffrey - Zach Reynolds
- Angel Boris - Emma Bennett
- Fatima Lowe - Terri Spar
- George DelHoyo - Dr. Monahan
- Esteban Powell - Ben Wester